# Szlak Zamków Gotyckich
Szlak Zamków Gotyckich – turystyczna trasa samochodowa o długości około 640 km, obejmująca dwanaście gotyckich zamków położonych na terenie Warmii, Mazur i Kaszub.

## Trasa
Szlak prowadzi przez następujące miejscowości:

1. Bytów
2. Gniew
3. Malbork
4. Sztum
5. Kwidzyn
6. Nowe
7. Ostróda
8. Nidzica
9. Olsztyn
10. Lidzbark Warmiński
11. Kętrzyn
12. Ryn[1]

## Obiekty na szlaku
Obiekty wchodzące w skład szlaku powstały głównie w XIV i na początku XV wieku. Wyróżniają się charakterystyczną architekturą ceglaną – czerwonym murem i dachówkami – typową dla gotyku ceglanego, reprezentowanego także przez międzynarodowy Europejski Szlak Gotyku Ceglanego, który obejmuje m.in. Polskę, Niemcy, Danię, Szwecję, Litwę, Łotwę i Estonię.
Na trasie znajdują się zamki różnego typu: biskupie (np. w Lidzbarku Warmińskim), kapitulne (np. w Olsztynie) oraz krzyżackie (m.in. w Malborku, Bytowie, Sztumie, Gniewie i Kwidzynie). Część tych obiektów jest również wpisana w inne tematyczne trasy turystyczne, takie jak Szlak Zamków Krzyżackich, Szlak Kopernikowski czy Szlak Grunwaldzki.
1. Zamek w Bytowie – niegdyś siedziba komtura, a od połowy XV wieku do 1637 roku rezydencja książąt zachodniopomorskich. Zaliczany do „50 cudów Pomorza”, jest miejscem corocznego lipcowego Wielkiego Turnieju Gryfa Pomorskiego[3].
2. Zamek w Gniewie – najstarsza krzyżacka twierdza po zachodniej stronie Wisły, budowana od ok. 1290 roku. Po drugim pokoju toruńskim służyła jako siedziba królewskich starostów, w tym Jana III Sobieskiego. Zamek stanowi miejsce wydarzeń historyczno-kulturalnych, m.in. turnieju rycerskiego króla Jana III Sobieskiego oraz inscenizacji bitwy pod Gniewem z 1626 roku „Vivat Vasa!”[4].
3. Zamek w Malborku – dawna siedziba wielkich mistrzów zakonu krzyżackiego w latach 1309–1457, a od 1961 roku siedziba Muzeum Zamkowego. Jest to największa ceglana warownia w Europie, zbudowana z ok. 16 milionów dużych cegieł i 2 milionów dachówek. Od 1997 roku zamek znajduje się na liście światowego dziedzictwa UNESCO[3].
4. Zamek w Sztumie
5. Zamek w Kwidzynie – zespół zamkowo-katedralny kapituły pomezańskiej, administrowany przez Muzeum Zamkowe w Malborku[2].
6. Zamek w Nowem nad Wisłą
7. Zamek krzyżacki w Ostródzie
8. Zamek w Nidzicy
9. Zamek Kapituły Warmińskiej w Olsztynie
10. Zamek Biskupów Warmińskich w Lidzbarku Warmińskim
11. Zamek w Kętrzynie
12. Zamek w Rynie

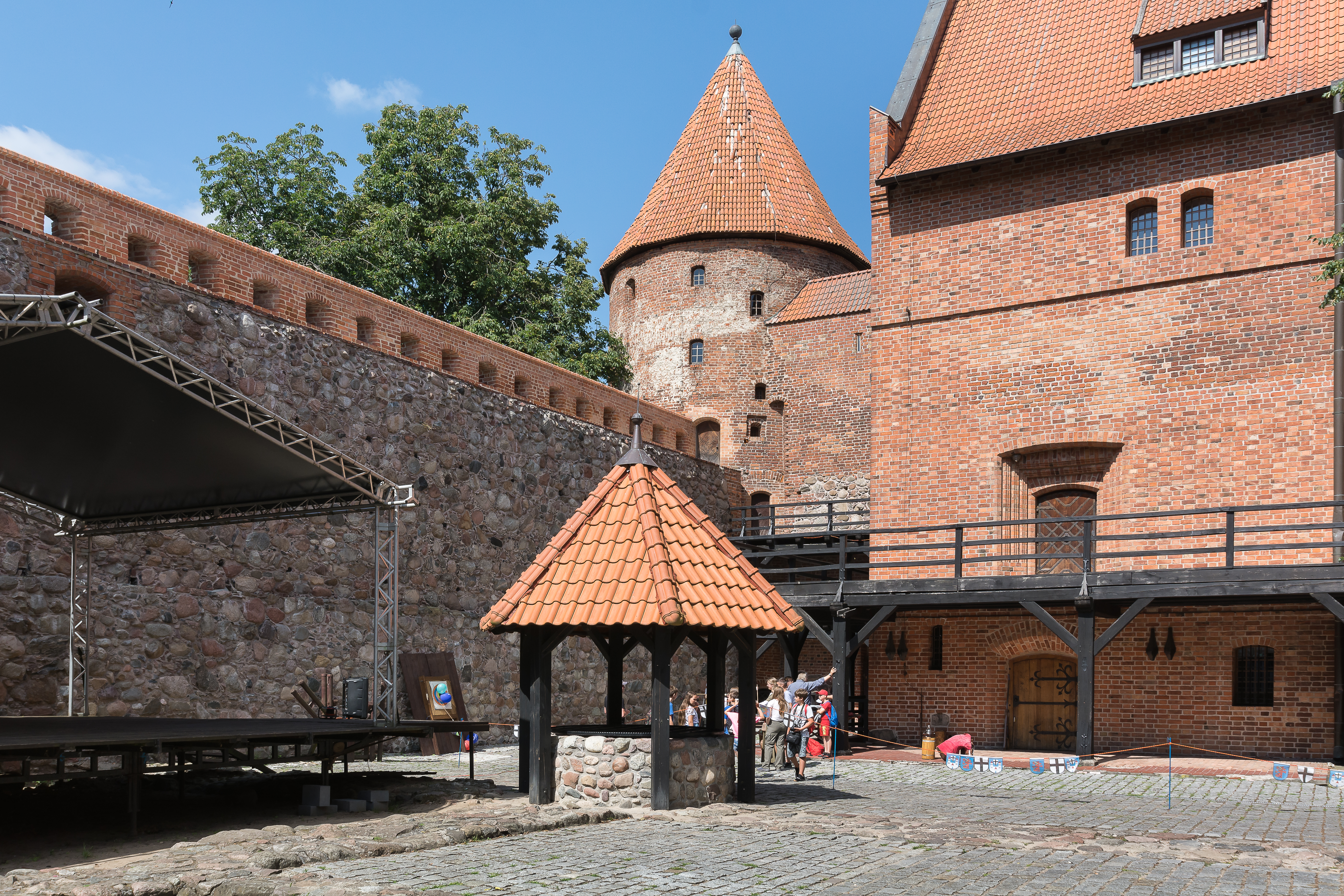
Zamek w Bytowie
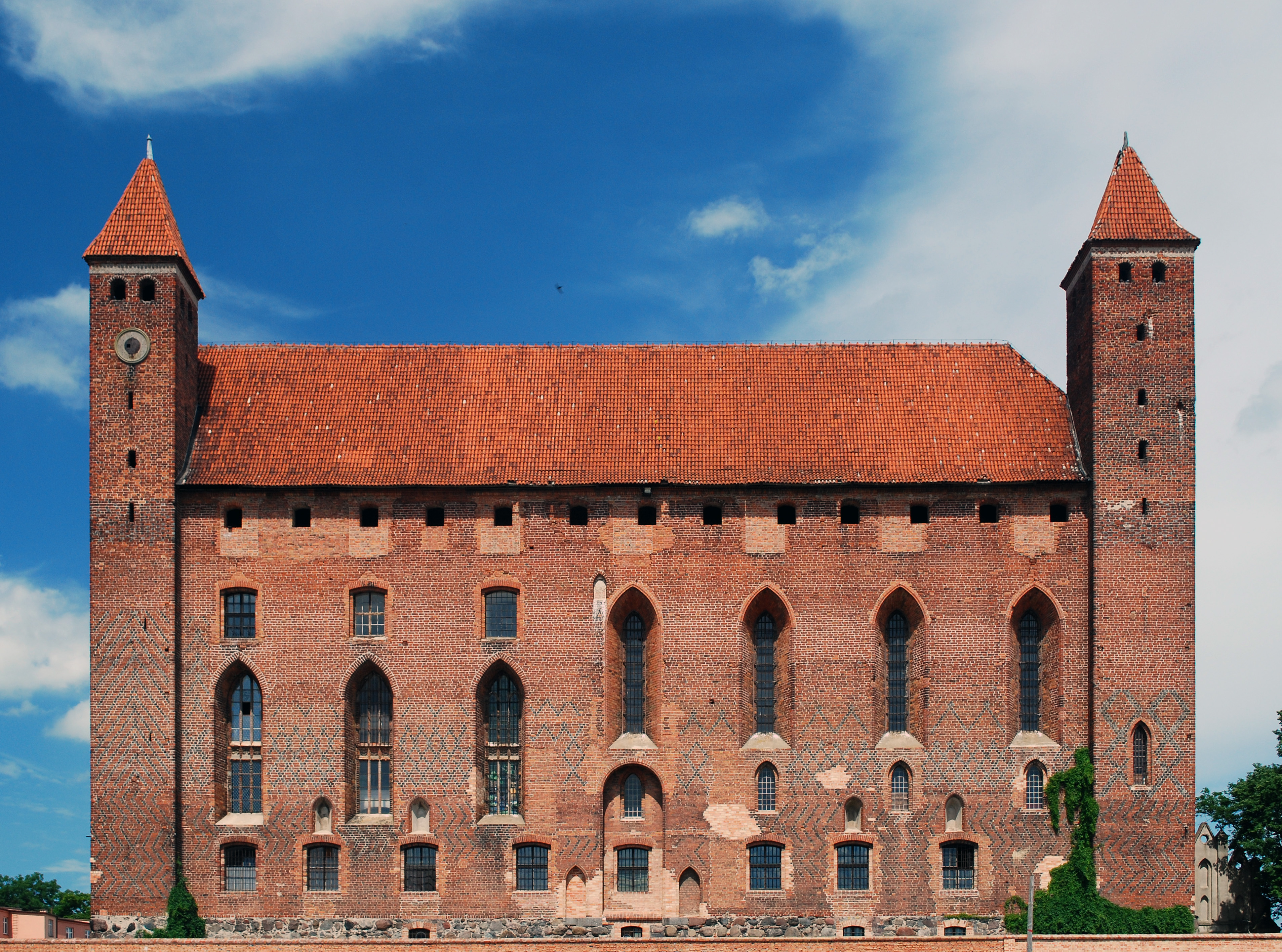
Zamek w Gniewie
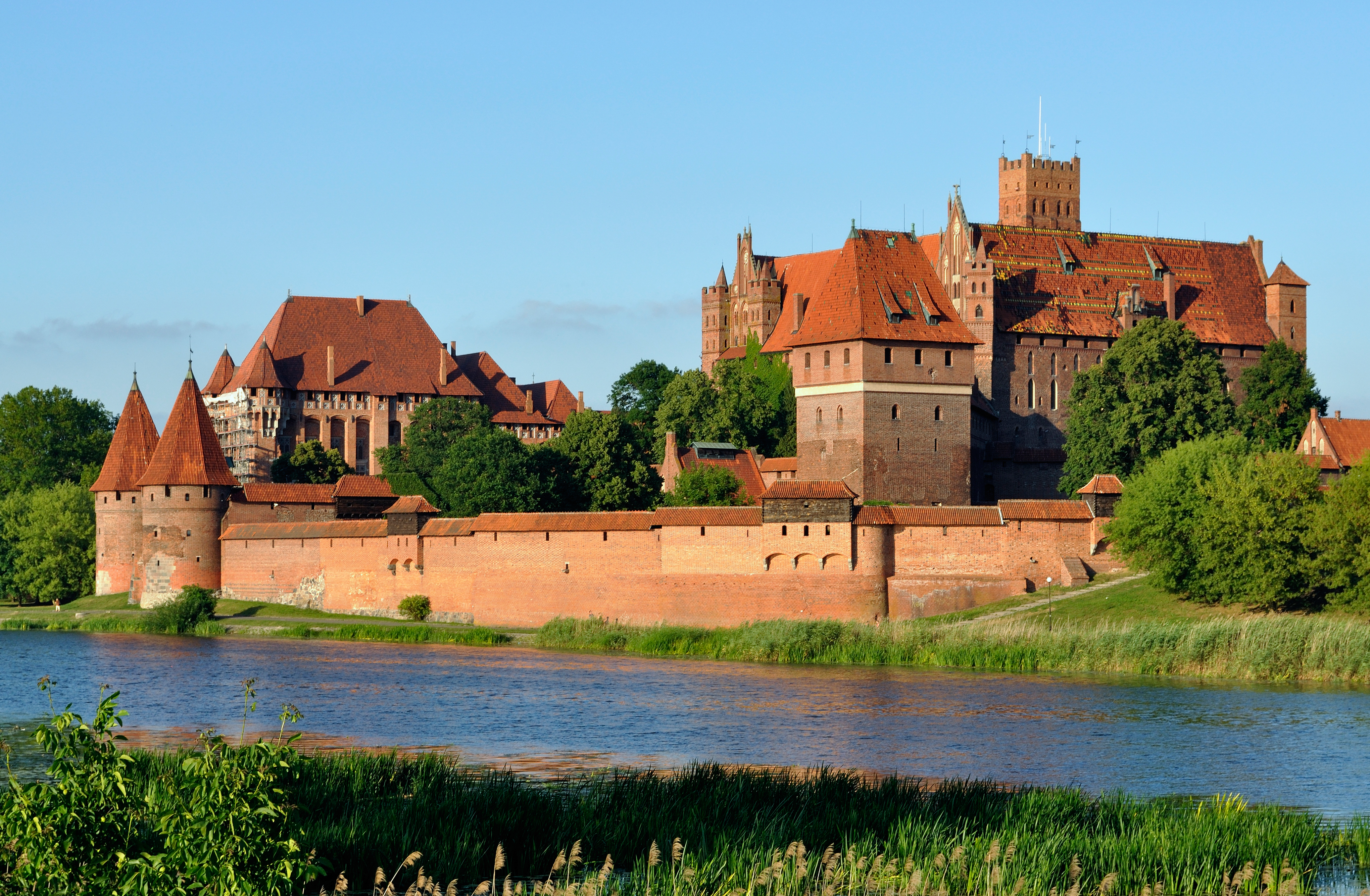
Zamek w Malborku
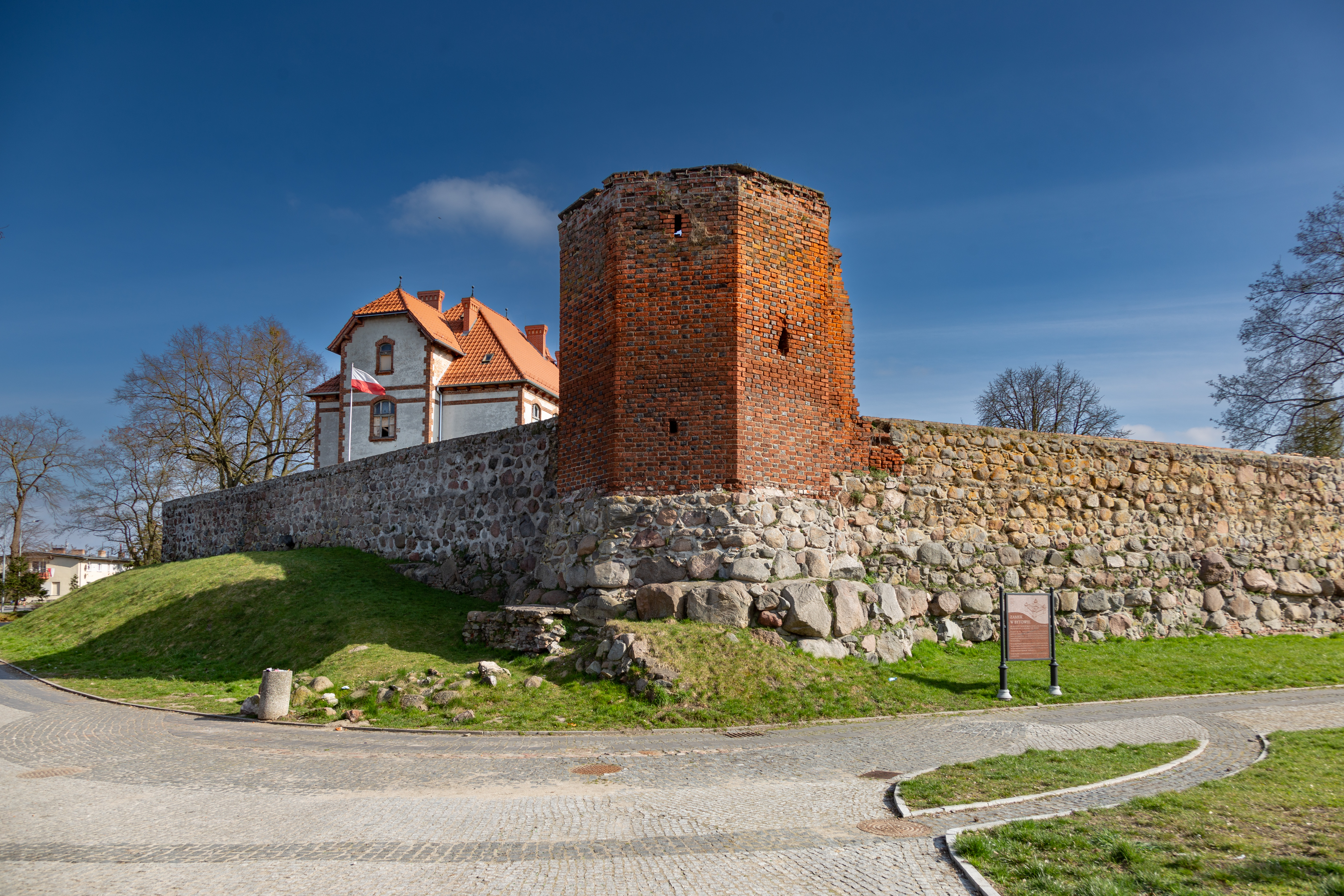
Zamek w Sztumie
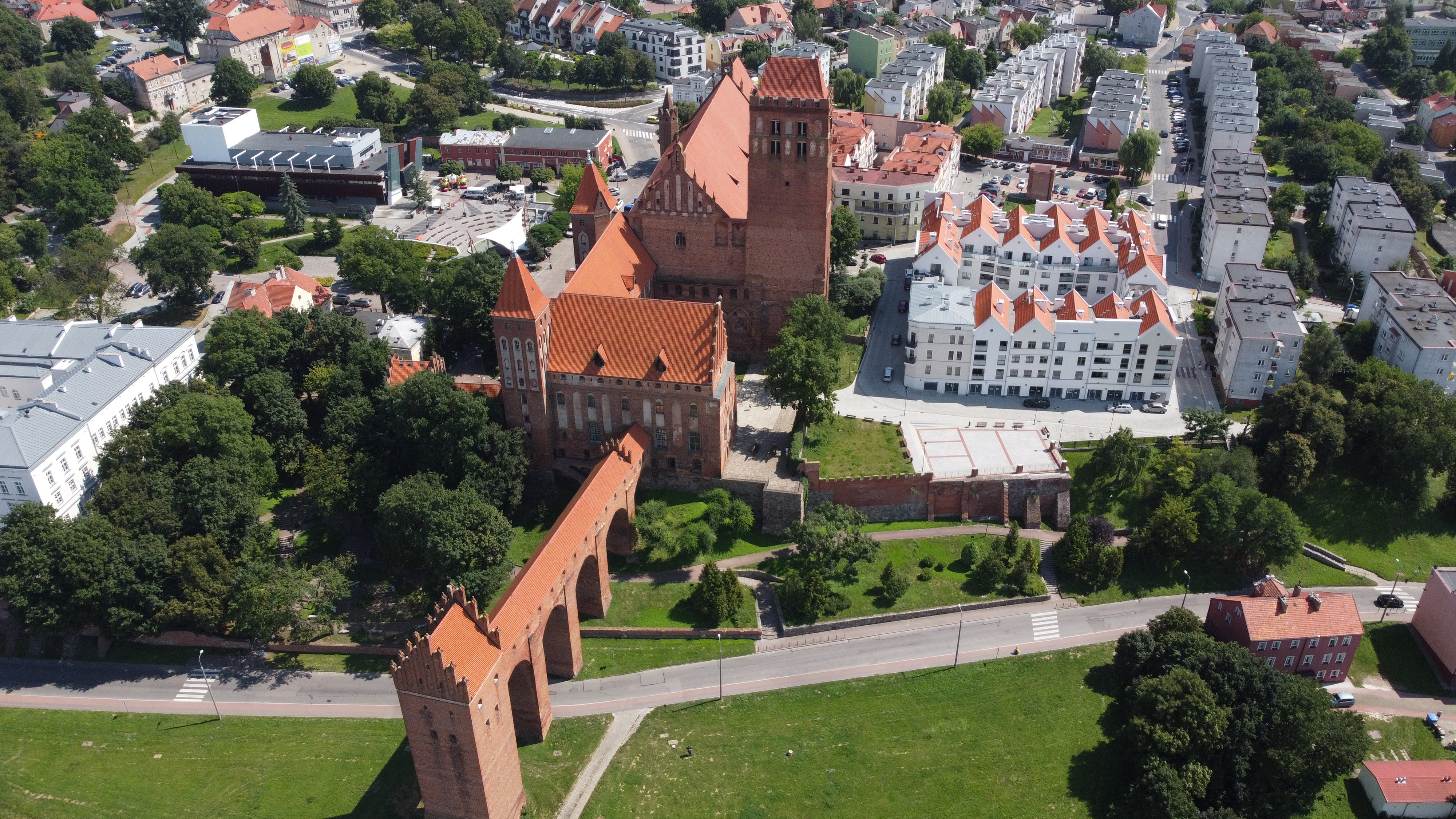
Zamek w Kwidzynie
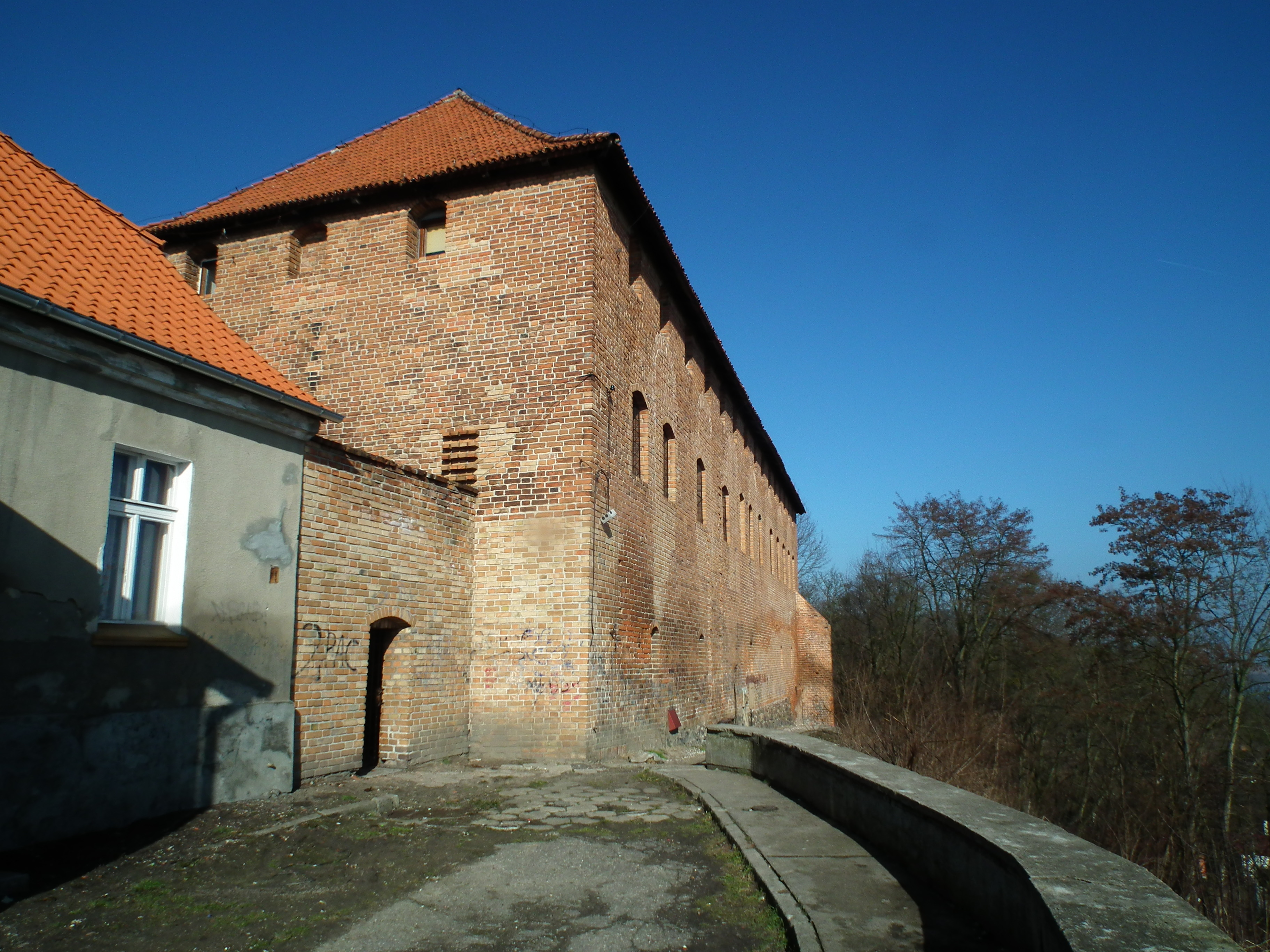
Zamek w Nowem nad Wisłą
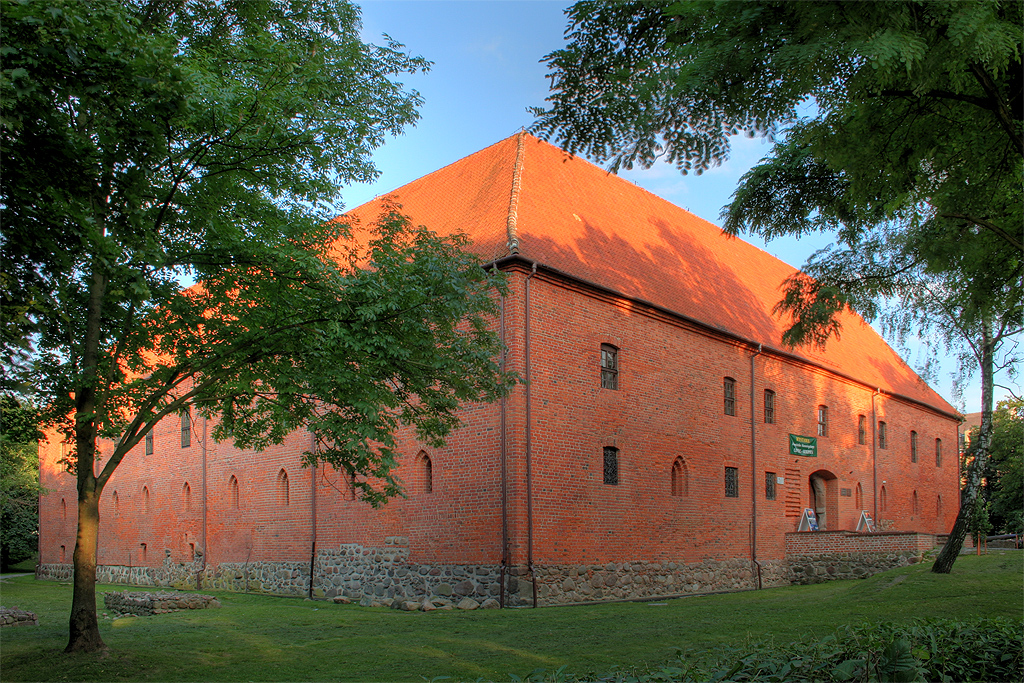
Zamek krzyżacki w Ostródzie
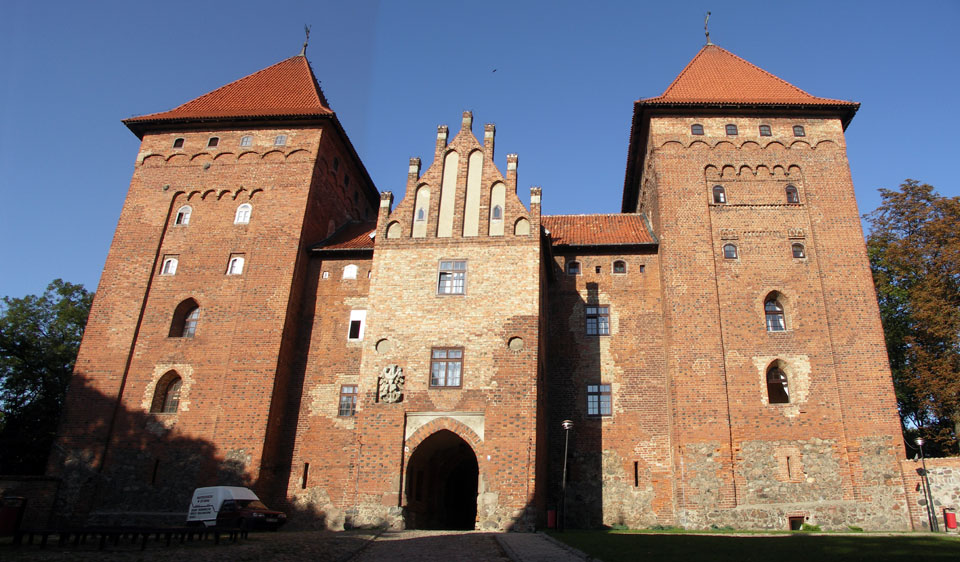
Zamek w Nidzicy
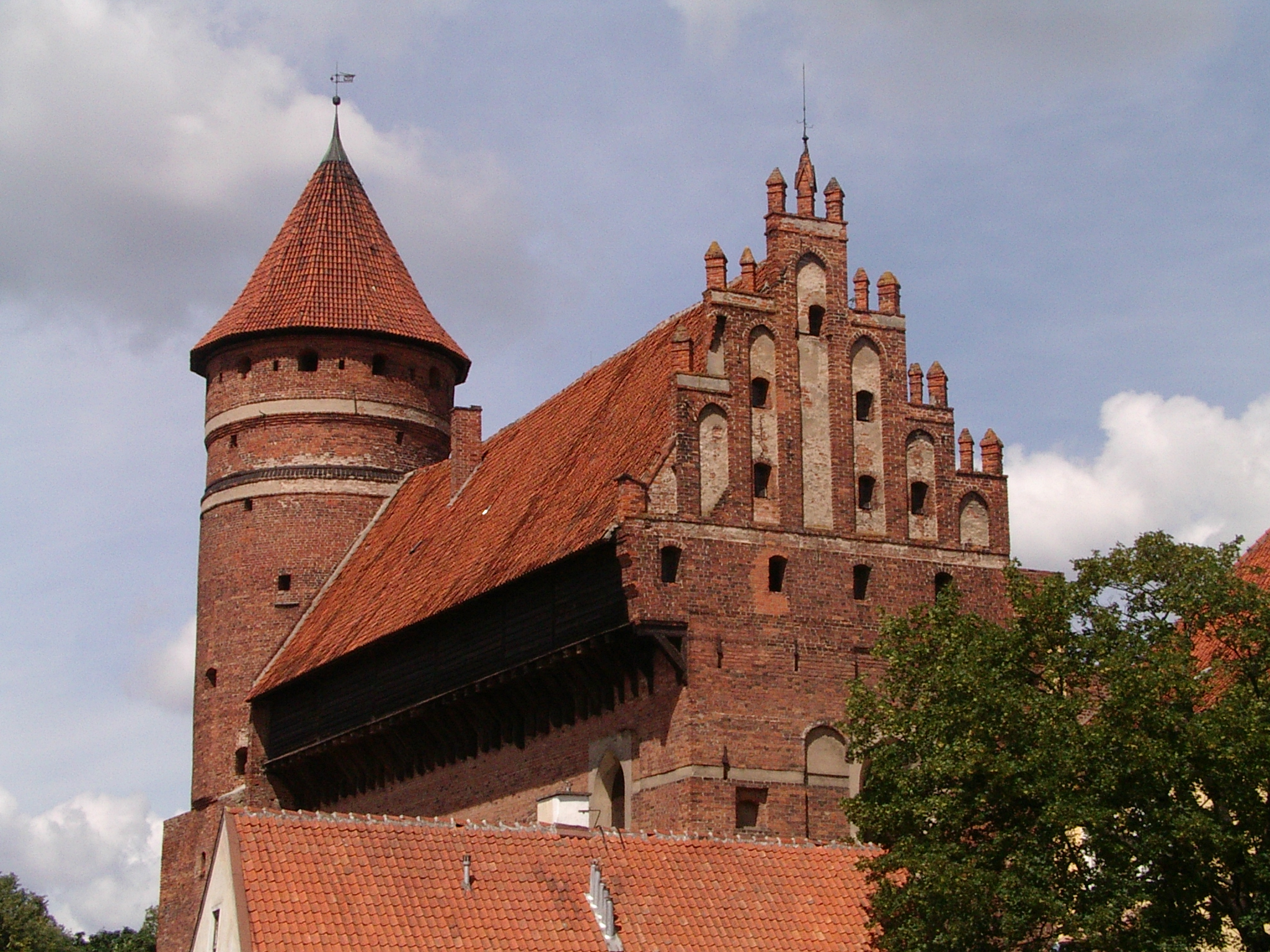
Zamek Kapituły Warmińskiej w Olsztynie
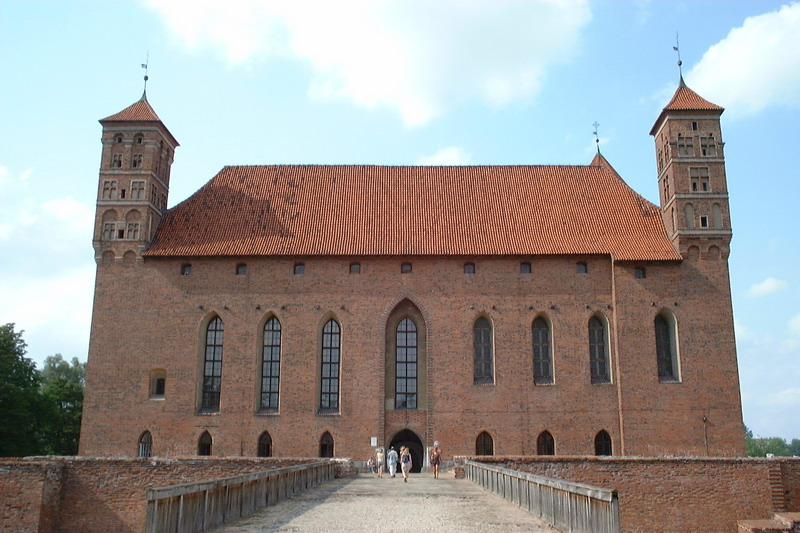
Zamek Biskupów Warmińskich w Lidzbarku Warmińskim
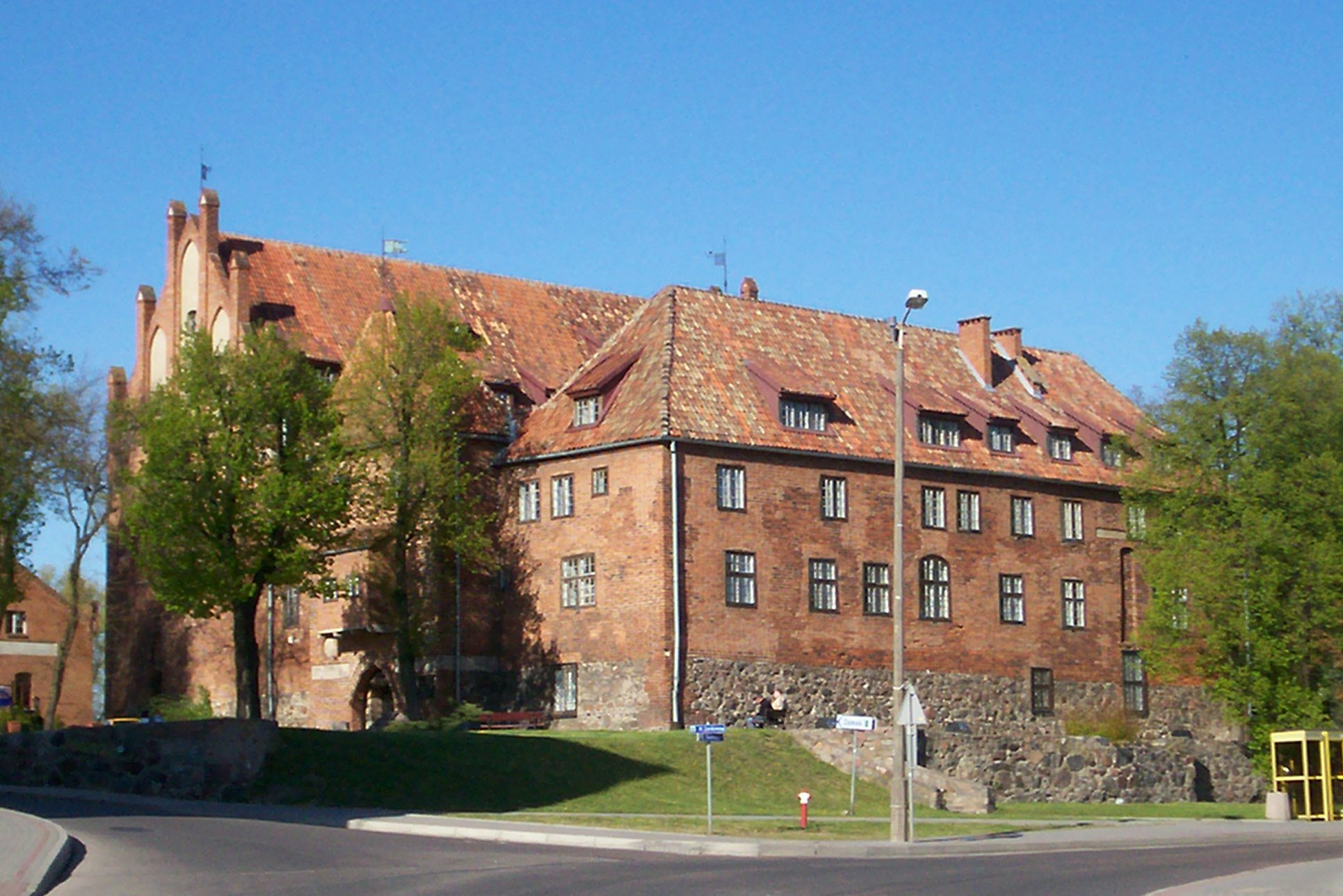
Zamek w Kętrzynie
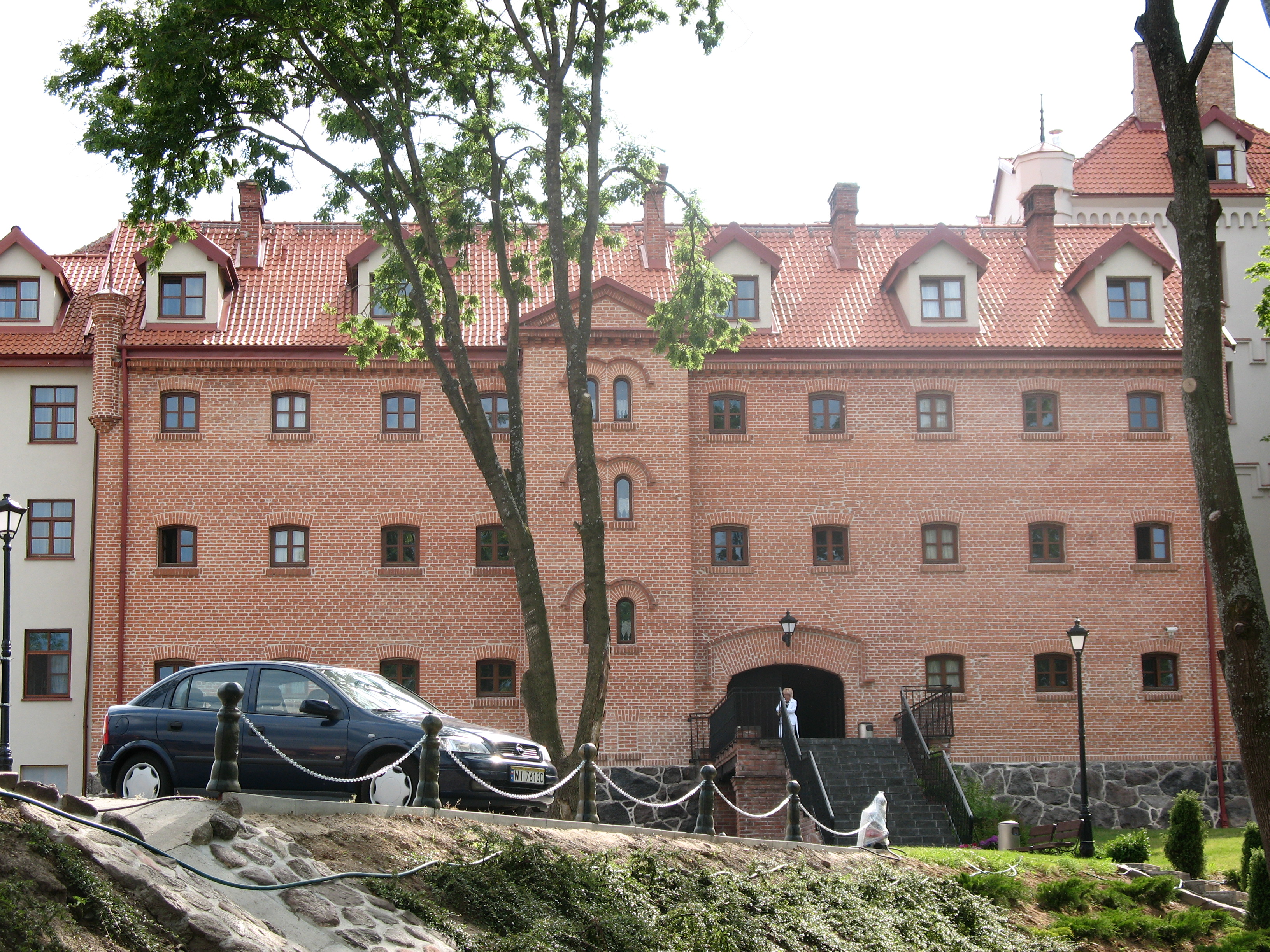
Zamek w Rynie